# 蔣廷桂
蔣廷桂（1831年—1892年），字步詵，號梅生、嵋僧，江蘇蘇州府吳縣籍，長洲縣人，清朝官員。

## 生平
蔣廷桂來自蘇州婁關蔣氏家族，為蔣燦裔孫。祖父蔣錫琳，本生父蔣如沂，本生母李德純（字畹耘，號樹蘭，1797-1860）。蔣廷桂為蔣如沂第三子，出嗣叔父蔣如洛（字康耆，號英亭，1803-1860）。蔣廷桂為吳縣附貢生，同治九年（1870年）庚午科江南鄉試舉人。光緒六年（1880年）十一月署廣東石城縣知縣，後署封川縣知縣，十三年（1887年）復任石城縣知縣，十五年（1889年）十月署四會縣知縣，十七年（1891年）三月復任石城縣知縣，任內主持重修《石城縣志》。歷任光緒八年（1882年）壬午科廣東鄉試同考官，十一年（1885年）乙酉科廣東鄉試謄錄官，十五年（1889年）己丑恩科廣東鄉試受卷官。誥授奉直大夫，承襲雲騎尉職。十八年（1892年）卒於官。

## 家庭
夫人為鹽運司知事李宗沆（字星海）女（1830-1879）；繼妻為監生鮑開昀女。有一子蔣宗炎與一女蔣龍珠皆早殤，以弟蔣兆棠長子蔣奎燿（蔣炳章長兄）為嗣。